# کلید لامپ

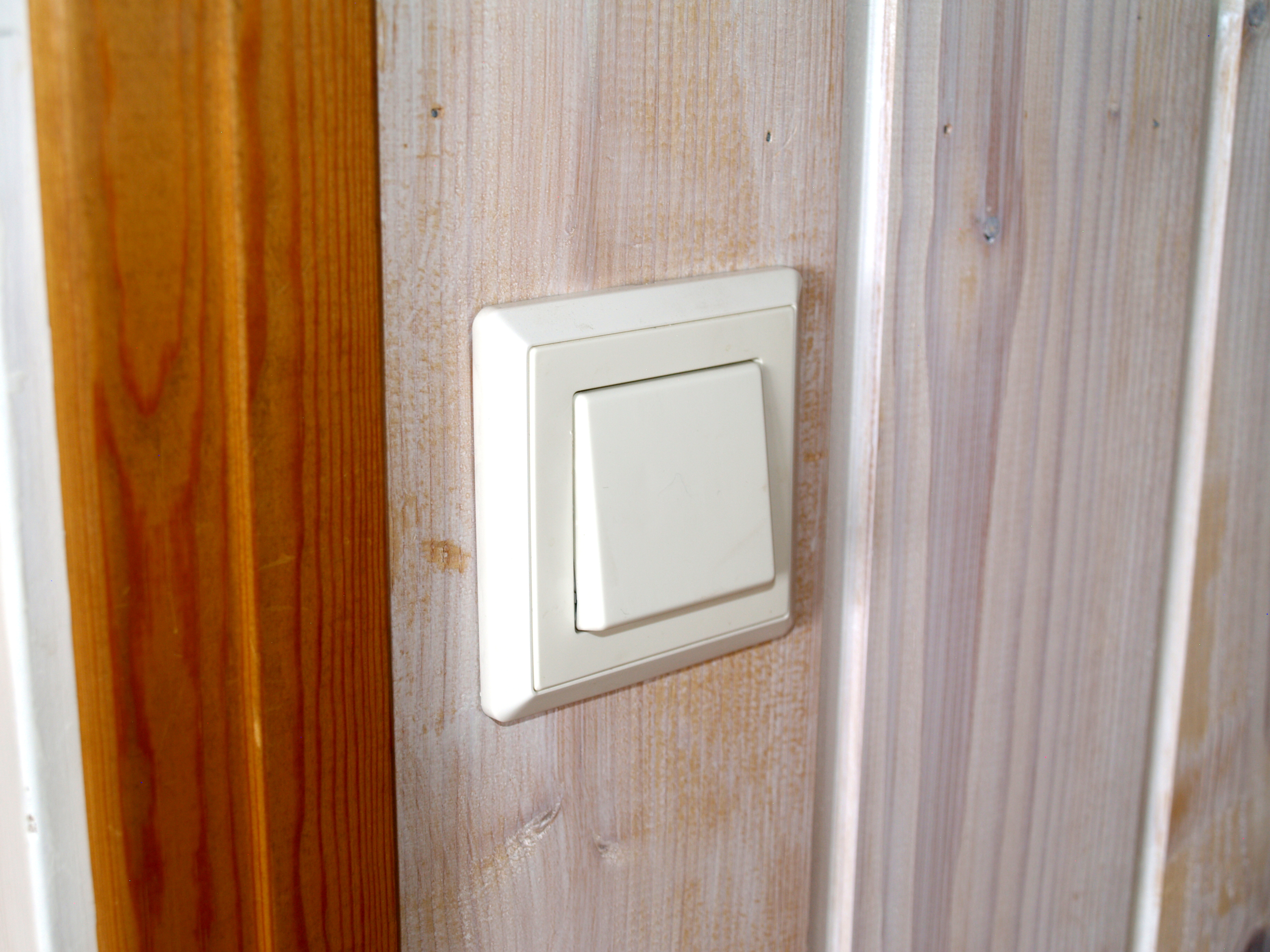
کلید لامپ

در سیم‌کشی الکتریکی کلید لامپ (انگلیسی: Light switch) نوعی کلید است که اغلب برای قطع یا وصل لامپ به کار می‌رود. کلید لامپ در چراغ‌قوه‌ها، ماشین‌ها و دیگر دستگاه‌ها نیز کاربرد دارد.